# Хасун бен Машіах
Хасун бен Машіах — караїмський ученим, який процвітав у Єгипті (або Вавилонії) в першій половині Х століття. За словами Штайншнайдера, «Хасун» — це зіпсована форма арабської назви «Хуссейн», яку в рукописі легко сплутати з Іс Хасуном, або, як його зазвичай цитують караїмські влади, бен Машіах, був молодшим сучасником. Саадії Гаона, якого, за словами Сагала бен Мачліяха у своєму «Токахат Мегулла», він колись закликав до релігійної суперечки. Хасун був автором полемічної праці, написаної, ймовірно, арабською мовою, в якій він спростував один з неопублікованих антикараїмських творів Саадії, який потрапив у його володіння після смерті автора. Через неправильне розуміння уривку (§ 258) в Ешколь-ха-Кофер Гадассі, Хасуну помилково приписують авторство анонімного розділу, присвяченого теодицеї, що називається Ша'ар Цедек (Санкт-Петербург, Фіркович MSS. № 683, 685), у релігійно-філософській праці «Зікрон ха-Дато», і про Куппат га-Рокеліма. Сімха Іцхак бен Моше Луцький приписує Хасуну також роботу над заповідями (Сефер ха-Міцвот). У своєму вступі до коментаря П'ятикнижжя Авраам ібн Езра цитує караїмського вченого на ім'я Бен Машіах, який, ймовірно, тотожний Хасуну.

## Ресурси
- Singer, Isidore and Isaac Broydé. «Mashiach, Hasun ben». [Архівовано 29 червня 2011 у Wayback Machine.] Jewish Encyclopedia. Funk and Wagnalls, 1901—1906, which cites the following bibliography:

- Pinsker, Liḳḳuṭe Ḳadmoniyyot, p. 114;
- Fürst, Gesch. des Karäert. ii. 46;
- Gottlober, Biḳḳoret le-Toledot ha-Ḳera'im, p. 168;
- Steinschneider, Hebr. Bibl. iv. 48;

- idem, Cat. Bodl. p. 2169;
- idem, Cat. Leyden, p. 390;
- idem, Hebr. Uebers. p. 460;
- idem, Die Arabische Literatur der Juden, § 41.S. I. Br